# Памятники городов России
«Памятники городов России» — книжная серия, выпускавшаяся издательством «Художник РСФСР» (Ленинград) в 1970-1980-х годах. Книги  были посвящены старинным русским городам, известнейшим историческим местам, были хорошо иллюстрированы фотографиями предметов из музейных собраний. Выходили относительно редко, причём вначале в уменьшенном формате небольшого объёма и с мягкой обложкой, затем в обычном книжном формате. Последние книги серии вышли в хорошем целлофанированном переплёте.

## Список книг серии по годам
1975
- Бунин М. С. 
Архитектурный ансамбль Стрелки Васильевского острова и Университетской набережной в Ленинграде. — Изд. 2-е. — Л.: Художник РСФСР, 1975. — 64 с., ил. (обл.) — 100.000 экз.
- Кириков Б. М. 
Новгородский кремль. — Л.: Художник РСФСР, 1975. — 72 с., ил. (обл.) — 300.000 экз.
- Фёдоров Б. Н. 
Московский Кремль. — Л.: Художник РСФСР, 1975.

1976
- Гуревич И. М. 
Петродворец. — Л., 1976.
- Чугунов Г. И. 
Город Пушкин. — Л.: Художник РСФСР, 1976. — 76 с. (обл.) — 300.000 экз.

1978
- Фёдоров Б. Н. 
Каргополь и его окрестности. — Л.: Художник РСФСР, 1978.

1979
- Булкин В. И., Чугунов Г. И. 
Великий Устюг. — Л.: Художник РСФСР, 1979. — 80 с. (обл.) — 300 000 экз.

### Новое оформление серии
1979
- Кочетков И. А., Лелекова О. В., Подъяпольский С. С. 
Кирилло-Белозерский монастырь. — Л.: Художник РСФСР, 1979. — 184 с. (обл.) — 100.000 экз.

1980
- Ёлкина А. С. 
Гатчина. — Л.: Художник РСФСР, 1980. — 160 с. (обл.) — 50.000 экз.

1981
- Болотова Г. Р. 
Летний сад. — Л.: Художник РСФСР, 1981. — 140 с. (в пер.) — 100.000 экз.

1984
- Кириков Б. М. 
Углич. — Л.: Художник РСФСР, 1984. — 208 с. (обл.) — 50.000 экз. 
  - Посвящение книги: «Памяти моей бабушки Таисии Афанасьевны Красиловой».

1986
- Витязева В. А. 
Невские острова. (Елагин, Крестовский, Каменный). — Л.: Художник РСФСР, 1986. — 176 с. (обл.) — 50.000 экз.

1987
- Кудряшов Е. В. 
Солигалич. — Л.: Художник РСФСР, 1987. — 208 с. (в пер.) — 50.000 экз. 
  - Посвящение книги: «Посвящается Альберту Васильевичу Кильдышеву — одному из первооткрывателей солигаличских художественных древностей».
  - С. 206—207 — Евгений Васильевич Кудряшов. Некролог. (Биография и список научных работ) / В. Игнатьев.

1988
- Болотова Г. Р. 
Летний сад. (Ленинград). Изд. 2-е, исправ. и дополн. — Л.: Художник РСФСР, 1988. — 152 с. (в пер.) — 30.000 экз. — ISBN 5-7370-0016-8.
  - Переплёт издания не серийный, цветной целлофанированный, а тканевый, с золотистым тиснением. На корешке: «Летний сад. Ленинград».
- Кириков Б. М. 
Кашин. — Л.: Художник РСФСР, 1988. — 224 с. (в пер.) — 50.000 экз. — ISBN 5-7370-0005-2.

1990
- Разумовская И. М. 
Кострома. — Л.: Художник РСФСР, 1990. — 208 с. (в пер.) — 50.000 экз. — ISBN 5-7370-0037-0. 
  - Посвящение книги: «Памяти Евгения Васильевича Кудряшова, оказавшего большую помощь в работе».
  - С. 202—207 — резюме на англ. языке.

## Список книг серии по названиям
1. Архитектурный ансамбль Стрелки Васильевского острова и Университетской набережной в Ленинграде / М. С. Бунин. — 1975.
2. Великий Устюг / В. А. Булкин, Г. И. Чугунов. — 1978.
3. Гатчина / А. С. Ёлкина. — 1980.
4. Город Пушкин / Г. И. Чугунов. — 1976.
5. Каргополь и его окрестности / Б. Н. Фёдоров. — 1978.
6. Кашин / Б. М. Кириков. — 1988.
7. Кирилло-Белозерский монастырь / И. А. Кочетков. — 1979.
8. Кострома / И. М. Разумовская. — 1989.
9. Летний сад. (Ленинград) / Г. Р. Болотова. — 1981/1; 1988/2.
10. Московский Кремль / Б. Н. Фёдоров. — 1975.
11. Новгородский кремль / Б. М. Кириков. — 1975.
12. Невские острова. (Елагин, Крестовский, Каменный) / В. А. Витязева. — 1986.
13. Петродворец / И. М. Гуревич. — 1976.
14. Петропавловская крепость /
15. Солигалич / Е. В. Кудряшов. — 1987.
16. Углич / Б. М. Кириков. — 1984.